# 福爾瑟姆 (喬治亞州)
福爾瑟姆（英語：Folsom）是位於美國喬治亞州巴托縣的一個非建制地區。該地的面積和人口皆未知。

## 地理
福爾瑟姆的座標為34°22′58″N 84°49′43″W / 34.38278°N 84.82861°W，而該地的平均海拔高度為247米（即810英尺）。